# 파국 이론

파국 이론(破局理論, Catastrophe theory) 또는 급변 이론(急變理論)은 수학에서 동역학계의 분기 이론에서 파생된 이론으로 파국을 다루는 이론이다.
수학에서 파국 이론은 동역학계 연구에서 분기 이론의 한 분야이다.  또한 기하학에서 더 일반적인 특이점 이론의 특수한 경우이다.
분기 이론(Bifurcation theory)은 상황의 작은 변화에서 발생하는 행동의 갑작스러운 변화를 특징으로 하는 현상을 연구하고 분류하여 방정식 솔루션의 정성적 특성이 방정식에 나타나는 매개변수에 어떻게 의존하는지 분석한다. 예를 들어 예측할 수 없는 산사태의 시기와 규모와 같이 갑작스럽고 극적인 변화가 발생할 수 있다.
파국 이론은 1960년대 프랑스 수학자 르네 톰의 연구에서 비롯되었으며, 1970년대 크리스토퍼 지만의 노력으로 큰 인기를 끌게 되었다. 장기 안정 균형이 평활하고 잘 정의된 포텐셜 함수(Lyapunov 함수)의 최소값으로 식별될 수 있는 특수한 경우를 고려한다. 비선형 시스템의 특정 매개변수의 작은 변화로 인해 평형이 나타나거나 사라지거나 유인에서 반발로 또는 그 반대로 변경되어 시스템 동작의 크고 갑작스러운 변화가 발생할 수 있다. 그러나 더 큰 매개변수 공간에서 조사한 파국 이론은 그러한 분기점이 잘 정의된 질적 기하학적 구조의 일부로 발생하는 경향이 있음을 보여준다.
1970년대 후반, 특히 생물학과 사회과학에서 파국이론의 범위 밖의 영역에 대한 응용이 비판을 받기 시작했다. 잘러(Zahler)와 서스만(Sussmann)은 네이처지의 1977년 기사에서 이러한 응용을 "잘못된 추론, 터무니없는 가정, 잘못된 결과 및 과장된 주장으로 특징이 지어진다"고 언급했다. 결과적으로 파국 이론은 응용 분야에서 덜 인기를 얻었다.

## 같이 보기
- 나비 효과
- 혼돈 이론
- 도미노 효과
- 변곡점
- 형태학 (생물학)
- 상전이
- 단속 평형이론
- 눈덩이 효과
- 자발 대칭 깨짐